# NGC 5865
NGC 5865 (ook: NGC 5868) is een elliptisch sterrenstelsel in het sterrenbeeld Maagd. Het hemelobject werd op 11 april 1787 ontdekt door de Duits-Britse astronoom William Herschel.

## Synoniemen
- NPM1G +00.0485
- UGC 9743
- ZWG 21.23
- MCG 0-39-7
- KCPG 456A
- PGC 54118